# María de Nassau-Dillenburg
María de Nassau-Dillenburg (18 de marzo de 1539, en Dillenburg - 28 de mayo de 1599, en Kasteel Ulft), condesa de Nassau, Katzenelnbogen, Vianden y Dietz, fue una noble alemana.

## Biografía
Era la segunda hija del conde Guillermo I de Nassau-Dillenburg y de Juliana de Stolberg, haciendo a María hermana de Guillermo el Taciturno. El 11 de noviembre de 1556 se casó con el conde Willem IV van den Bergh (1537-1586) en Moers. El conde Willem cometió traición contra su cuñado Guillermo al desertar en favor de los españoles en 1584. Él y María fueron encarcelados pero fueron rápidamente liberados tras la intervención de Guillermo.
María es enterrada en la cripta de la iglesia en 's-Heerenberg.

## Hijos
María y Willem IV van den Bergh tuvieron 16 hijos:
- Magdalena van den Bergh-'s Heerenberg (1 de agosto de 1557 - 25 de mayo de 1579)
- Herman van den Bergh Conde van den Bergh-'s Heerenberg (2 de agosto de 1558 - 12 de agosto de 1611)
- Frederik van den Bergh Conde den Bergh-'s Heerenberg (18 de agosto de 1559 - 3 de septiembre de 1618)
- Oswald van den Bergh (16 de junio de 1561 - 17 de enero de 1586)
- Wilhelmina van den Bergh-'s Heerenberg (7 de julio de 1562 - ahogado en el IJssel cerca de Ulft, 15 de noviembre de 1591)
- Elisabeth van den Bergh-'s Heerenberg (31 de diciembre de 1563 - 1572)
- Joost van den Bergh Conde van den Bergh-'s Heerenberg (25 de enero de 1565 - 8 de agosto de 1600)
- Adam van den Bergh Conde van den Bergh-'s Heerenberg (1568 - 7 de noviembre de 1590)
- Juliana van den Bergh-'s Heerenberg (1571 - ahogada en el IJssel ceca de Ulft, 15 de noviembre de 1591)
- Adolf van den Bergh Conde van den Bergh-'s Heerenberg (1572 - 25 de mayo de 1609)
- Lodewijk van den Bergh Conde van den Bergh-'s Heerenberg (1 de noviembre de 1572 - 10 de junio de 1592)
- Hendrik van den Bergh Conde van den Bergh-'s Heerenberg, Señor de Stevensweerd, estatúder de Gelre (1573 - 12 de mayo de 1638)
- Catharina van den Bergh-'s Heerenberg (1578 - 19 de octubre de 1640). Desposó a Floris II de Pallandt 2º Conde de Culemborg (1601)
- Anna van den Bergh-'s Heerenberg (1579 - 17 de agosto de 1630)
- Elisabeth van den Bergh-'s Heerenberg princesa-abadesa de Essen (1581 - 12 de enero de 1614)
- Charlotte van den Bergh-'s Heerenberg (1582 - 2 de noviembre de 1631)

- Datos: Q481274
- Multimedia: Maria of Nassau-Siegen, Countess of Bergh / Q481274